# Книжковий хробаче, біжи!
«Книжковий хробаче, біжи!» (англ. Bookworm, Run!) — науково-фантастичне оповідання американського письменника Вернора Вінжі. Його другий опублікований художній твір, він з'явився в Analog Science Fiction Science Fact у 1966 році, був перевиданий у True Names… and Other Dangers у 1987 році та в 2001 році в The Collected Stories of Vernor Vinge.
Як і в багатьох пізніших творах Вінжі, «Книжковий хробаче, біжи!» окреслює ситуацію з посиленням інтелекту: Норман Сіммонс, книжковий хробак, є хірургічно зміненим шимпанзе з інтелектом, еквівалентним людському.

## Короткий зміст сюжету
У рамках експерименту, мозок Нормана отримав бездротове з'єднання з величезною базою даних. Випадково, він отримує доступ до основної бази даних уряду Сполучених Штатів. Шукаючи знання «для себе», Норман запитує усі дані, що зберігаються там; один із перших фактів, які він чітко усвідомлює завдяки своєму прямому завантаженню в мозок, полягає в тому, що, отримавши доступ до секретних даних, він щойно вчинив федеральний злочин із суворими покараннями.
Норман використовує свої нові знання про план об'єкта, де він мешкає, щоб втекти, а потім зіставляє кілька, здавалося б, не пов'язаних між собою фактів, щоб (правильно) зробити висновок не лише про те, що в місті мають бути радянські шпигуни, але й про те, хто вони такі; він пробирається до цих агентів, сподіваючись, що вони допоможуть йому дістатися до Канади та втекти від армії США.
Коли Норман наближається до межі радіусу дії бездротового з'єднання, він і агенти потрапляють у полон; спогади радянських людей хірургічно зчитуються та стираються. У спогадах агентів є відкриття, що Радянський Союз проводив подібні експерименти з посилення інтелекту, але на собаці, а не на шимпанзе, передвіщаючи нову гонку озброєнь.

## Рецепція
Альгіс Будріс сказав, що незважаючи на те, що це «збірка невідповідних сюжетних кліше… це незабутня історія», порівнявши її головного героя з героєм «Квітів для Елджернона». Publishers Weekly, оцінюючи перевидання 2001 року, оголосив історію «досить застарілою»; так само, 1988 Science Fiction & Fantasy Book Review Annual, оцінюючи перевидання 1987 року, стверджував, що це була «рання історія, яка читається на раз».

## Продовження
Вінж сказав, що первинно «важливою» у сиквелі Книжкового хробака була людина з підвищеним інтелектом; однак, коли він спробував продати таке оповідання Джону В. Кемпбеллу-молодшому, Кемпбелл відхилив це з поясненням: «Ви не можете написати цю історію. Ніхто інший також не може».